# Prionopaltis consocia
Prionopaltis consocia là một loài bướm đêm trong họ Crambidae.